# Andreea Răducan
Andreea Răducan född den 30 september 1983 i Bârlad, Rumänien, är en rumänsk gymnast.
Hon tog OS-guld i lagmångkampen och OS-silver i hopp i samband med de olympiska gymnastiktävlingarna 2000 i Sydney.